# Univerzitní liga ledního hokeje
Az Univerzitní liga ledního hokeje (ULLH, más alakban: Univerzitní hokejová liga) egy cseh egyetemi jégkorongbajnokság. A ligát 2019-ben alapították, és a 2024-2025-ös szezonban 12 csapat szerepel benne. A bajnokság létrejöttének célja az volt, hogy fiataloknak lehetőséget adjanak versenyszerű sportolás mellett a tanulmányaik végzésére is.

## Résztvevők

### Jelenlegi csapatok
| Csapat                      | Város            | Jégcsarnok                               | Férőhely  | Egyetem                                                                                                  |
| --------------------------- | ---------------- | ---------------------------------------- | --------- | --- |
| HC MUNI                     | Brno             | Sportcentrum Lužánky Winning Group Arena | 500 7 700 | Masaryk Egyetem                                                                                          |
| VUT Cavaliers Brno          | Kuřim            | Zimní stadion Kuřim Winning Group Arena  | 400 7 700 | Vysoké učení technické v Brně Univerzita obrany Vysoká škola NEWTON                                      |
| UK Kings Prague             | Prága            | Škoda Icerink Zimní stadion Eden         | - 5 128   | Károly Egyetem                                                                                           |
| ČVUT Engineers Prague       | Prága            | Zimní stadion Hvězda                     | 700       | České vysoké učení technické v Praze Česká zemědělská univerzita v Praze Vysoká škola ekonomická v Praze |
| Akademici Plzeň             | Plzeň            | ICE ARENA Plzeň Home Monitoring Aréna    | 300 7 700 | Západočeská univerzita v Plzni Lékařská fakulta v Plzni Univerzity Karlovy                               |
| VŠE Falcons Prague          | Prága            | ICE Arena Kateřinky                      |           | Prágai Közgazdasági Egyetem                                                                              |
| ČZU Farmers Prague          | Prága            | Sportovní hala Fortuna                   | 13 238    | Česká zemědělská univerzita v Praze                                                                      |
| UNIted HK                   | Hradec Králové   | ČPP aréna                                | 6 890     | Univerzita Hradec Králové                                                                                |
| Riders Univerzita Pardubice | Pardubice        | Enteria Arena                            | 10 088    | Univerzita Pardubice                                                                                     |
| HC North Wings              | Ústí nad Labem   | Zimní stadion Ústí nad Labem             | 6 500     | Univerzita Jana Evangelisty Purkyně v Ústí nad Labem                                                     |
| BO OSTRAVA Vítkovice Steel  | Ostrava          | RT TORAX ARENA                           | 5 000     | Ostravská univerzita Vysoká škola báňská – Technická univerzita Ostrava                                  |
| Black Dogs Budweis          | České Budějovice | Hokejové Centrum Pouzar                  | 300       | Vysoká škola technická a ekonomická v Českých Budějovicích                                               |

## Bajnokok
| Szezon  | Bajnok                                         | Eredmény                                       | Döntős                                         | Alapszakasz győztese                           |
| ------- | ---------------------------------------------- | ---------------------------------------------- | ---------------------------------------------- | ---------------------------------------------- |
| 2019-20 | A rájátszás elmaradt a Covid-19-járvány miatt  | A rájátszás elmaradt a Covid-19-járvány miatt  | A rájátszás elmaradt a Covid-19-járvány miatt  | Engineers Prague                               |
| 2020-21 | A szezon félbeszakadt a Covid-19-járvány miatt | A szezon félbeszakadt a Covid-19-járvány miatt | A szezon félbeszakadt a Covid-19-járvány miatt | A szezon félbeszakadt a Covid-19-járvány miatt |
| 2021-22 | UK Hockey Prague                               | 2:1                                            | Akademici Plzeň                                | UK Hockey Prague                               |
| 2022-23 | Akademici Plzeň                                | 3:1                                            | Engineers Prague                               | Engineers Prague                               |
| 2023-24 | UK Kings Prague                                | 3:0                                            | Akademici Plzeň                                | Black Dogs Budweis                             |
| 2024-25 | UK Kings Prague                                | 2:1                                            | Black Dogs Budweis                             | Black Dogs Budweis                             |